# Teatre d'Artà

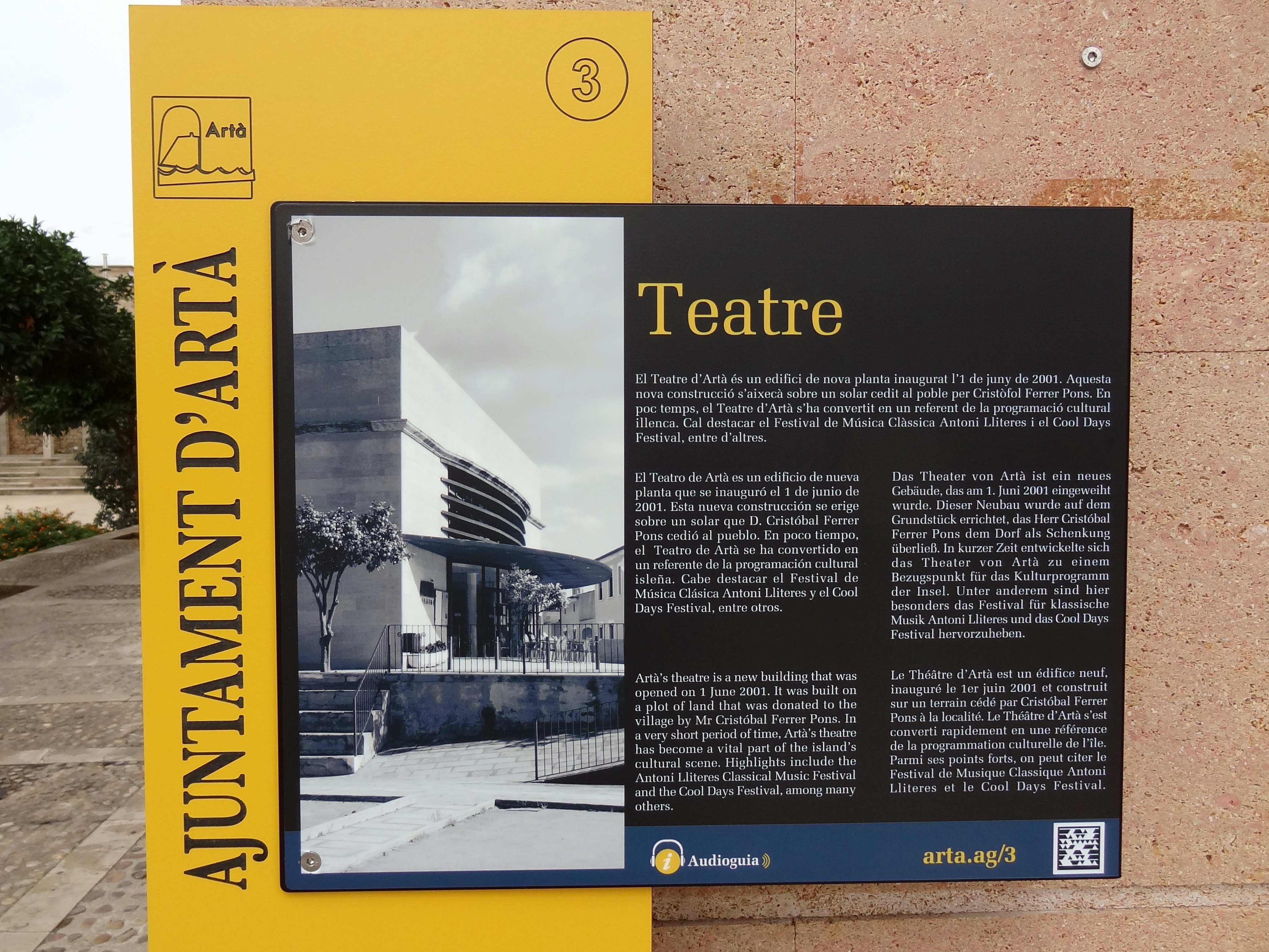
Panell informatiu

El Teatre d'Artà és un edifici de nova planta inaugurat el dia 1 de juny de 2001, situat al carrer Ciutat, número 1, d'Artà. El projecte és de l'arquitecte municipal Mateu Carrió Muntaner i ve a substituir el Teatre Principal, que es va cremar l'any 1984. El 1987, la cessió d'un solar de Cristòfol Ferrer Pons per a la construcció d'un nou teatre va fer possible que comencessin les obres el novembre de 1998 i es pogués inaugurar el 2001.
La sala té una capacitat de 460 espectadors, tots a platea. L'escenari fa 12 metres de fons i 10 de boca, té 220 metres quadrats. També disposa d'una sala d'actes que funciona de sala polivalent, amb 108 m², per a representacions de petit format, conferències, exposicions, visionats, instal·lacions, etc. Hi ha quatre camerinos, perfectament equipats, la cabina de control, sala de projecció de cinema, bar terrassa i aparcament subterrani.
El teatre té una programació estable que combina les representacions teatrals de diferents formats, amb cicles anuals de cinema en versió original, festivals alternatius, així com el Cicle de Teatre Íntim.
Fins al 2017 havia estat gestionat per la Fundació Teatre Municipal d'Artà, que passà a dependre directament de l'Ajuntament d'Artà, a causa de l'eliminació de la Fundació sobre la base de la Llei Montoro.
Des de l'any 2008 l'Ajuntament hagué d'emprendre un procés de reclamació administrativa  contra l'exarquitecte municipal i responsable de la construcció del teatre, Mateu Carrió, a causa de les deficiències que presentava la construcció de l'edifici.